# Phyllophryne scortea
Phyllophryne scortea is een straalvinnige vissensoort uit de familie van voelsprietvissen (Antennariidae). De wetenschappelijke naam van de soort is voor het eerst geldig gepubliceerd in 1918 door McCulloch & Waite.